# James Lofton
James David Lofton (Fort Ord, California, 5 de julio de 1956), más conocido como James Lofton, es un exjugador profesional estadounidense de fútbol americano que se desempeñó en la posición de wide receiver en la National Football League (NFL). Es miembro del Salón de la Fama del Fútbol Americano Profesional.

## Carrera
Lofton jugó como profesional nueve temporadas en Green Bay Packers (1978-1986), después pasó a Los Angeles Raiders (1987-1988), luego a Buffalo Bills (1989-1992), posteriormente a Los Angeles Rams (1993), y finalmente, a Philadelphia Eagles, donde jugó una temporada (1993), y fue el equipo en el que se retiró.

## Reconocimiento
El 3 de agosto de 2003, ingresó como miembro al Salón de la Fama del Fútbol Americano Profesional.